# STP航空
STP航空（STP Airways）は、サントメ・プリンシペの首都サントメを拠点とする航空会社で、同国のフラッグキャリア。EU域内への乗り入れを禁止されている。

## 歴史
STP航空は2008年8月18日に親会社であるユーロアトランティック航空のボーイング767を使用してポルトガルのリスボンとサントメ・プリンシペのサントメを結ぶ航路で運航を開始した。2012年10月24日、ユーロアトランティック航空のボーイング737-800でリスボンへの週に1回の定期便を就航させた。

## 就航路線
- ポルトガル
  - リスボン - ポルテラ空港
- サントメ・プリンシペ
  - サントメ - サントメ国際空港 拠点
  - プリンシペ島 - プリンシペ空港

## 機材

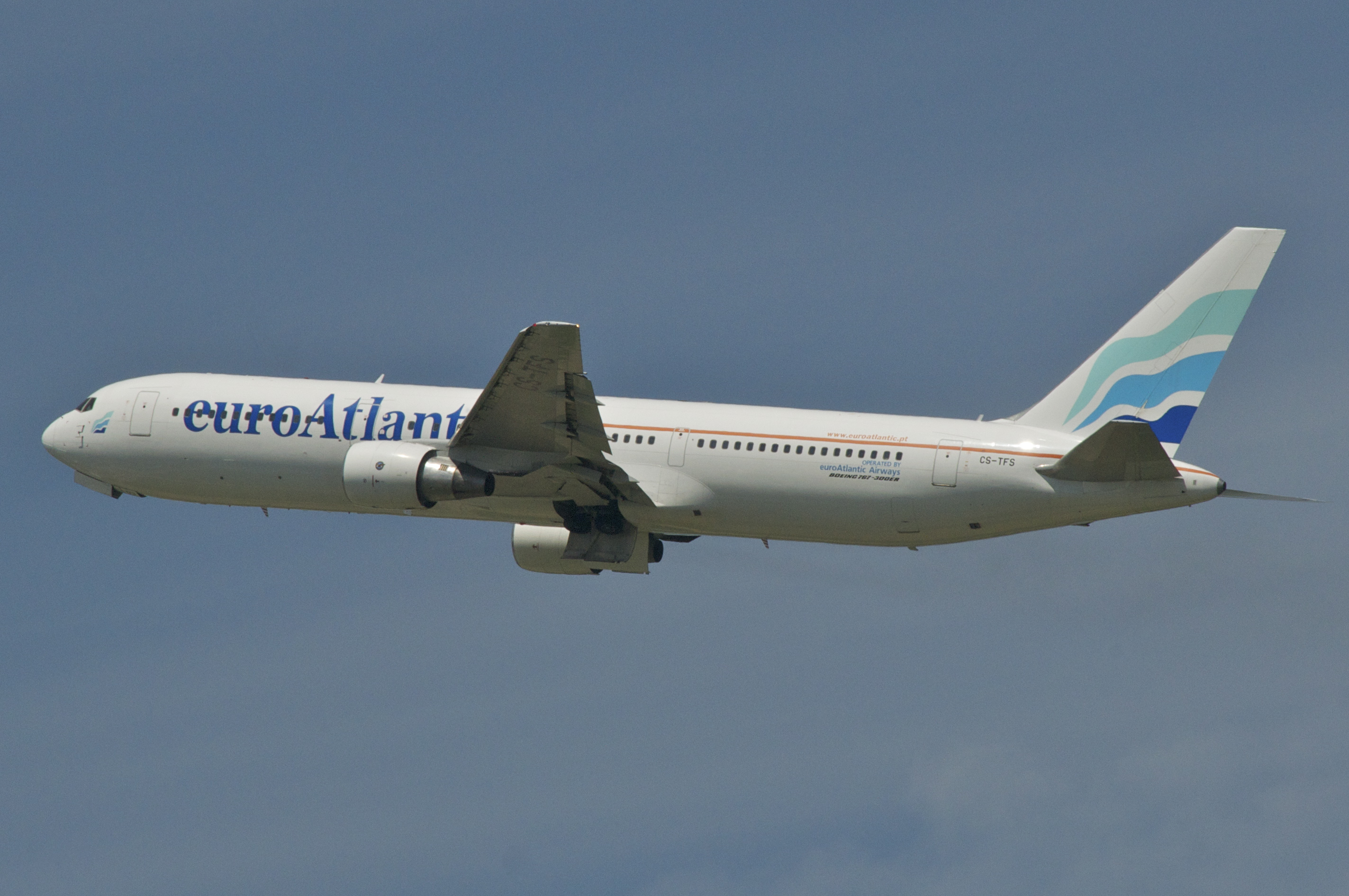
STP航空のために運行しているユーロアトランティック航空のボーイング767-300ER

2014年4月現在、以下の機材で運行している。